# Canon de 8 pouces/45 calibres
Le canon de 8 pouces/45 calibres est un canon de calibre 203 mm produit par la Marine américaine pour équiper les batteries secondaires de ses cuirassés pré-dreadnought du XXe siècle. En 1922, le traité naval de Washington amenant à la démolition de ceux-ci, le surplus de canons sera utilisé comme armement principal sur plusieurs croiseurs cuirassés et par l'Armée comme artillerie côtière et artillerie ferroviaire.

## Utilisation
Le canon de 8 pouces/45 calibres est conçu pour être monté sur les dernières classes de cuirassés pré-dreadnought construites pour la Marine américaine. En 1922, le traité naval de Washington réduit la puissance de la flotte, et nombre de ces cuirassés sont démolis, laissant un surplus de canons inutilisés ; une partie de ceux-ci sont alors cédés à l'Army qui s'en sert comme artillerie côtière et comme artillerie sur voie ferrée, et une autre partie sert lors de la refonte de divers croiseurs cuirassés.
| Tourelle | Disposition | Navires                                                                                             |
| -------- | ----------- | --------------------------------------------------------------------------------------------------- |
| Mark 12  | 2 × 2       | Cuirassés de classe Virginia, croiseurs cuirassés New York et de la classe Pennsylvania             |
| Mark 12  | 4 × 2       | Cuirassés des classes Connecticut et Mississippi                                                    |
| Mark 5   | 2 × 2       | Cuirassés de classe Virginia (montés sur deux tourelles jumelles de 2 × 2 canons de 12 pouces (en)) |